# Слот, Каспер
Ка́спер Би́сгор Слот (дат. Casper Bisgaard Sloth; род. 26 марта 1992, Орхус) — датский футболист, полузащитник, выступал в составе сборной Дании.

## Клубная карьера

### «Орхус»
Слот начал заниматься футболом в юношеских командах «Брабранда», после чего присоединился к молодёжной команде «Орхуса». Его дебют за основную команду состоялся 7 декабря 2009 года в домашнем матче с «Эсбьергом» (1:1), в возрасте 17 лет. А спустя шесть месяцев, 1 мая 2010 года Каспер открыл счёт своим голам в карьере и за клуб, дважды поразив ворота «Силькеборга» (4:1). С юных лет Каспер выступал в центре полузащиты, отличался умением диктовать темп игры и обладал огромной работоспособностью. Тогда, в мае 2010, на него возлагали большие надежды как на потенциальную звезду датского футбола. В октябре 2012 года он получил звание Игрока месяца в Суперлиге.
Однако далее в карьере игрока наметилась стагнация, что можно напрямую связать с игрой его клуба «Орхуса», который в итоге покинул датскую Суперлигу в сезоне 2013/14. Но Слот мог уехать из «Орхуса» сезоном ранее, на него всерьёз претендовала французская «Ницца», клубы нашли консенсус по размеру компенсации, однако сам игрок отказался уезжать во Францию.
Ещё один сезон в датском футболе точно не пошёл на пользу Слоту. От него ждали, что он поведет терпящий игровой кризис «Орхус» наверх, однако клуб вылетел, а на футболиста вылилось немало грязи по поводу довольно блеклой игры в том сезоне. Логичным итогом этого стал отказ Слота остаться в команде и построить новый клуб во второй лиге, он всерьёз задумался о переезде в другой чемпионат. В итоге летом 2014 года он принял заманчивое предложение Массимо Челлино попробовать свои силы в английском футболе.

### «Лидс Юнайтед»
25 августа 2014 года было официально объявлено о трансфере Слота в «Лидс Юнайтед» за сумму около 600 тысяч фунтов. Игрок подписал контракт сроком на три сезона. 30 августа Каспер дебютировал за свой новый клуб в игре с «Болтоном» (0:1), выйдя на матч в стартовом составе. Главный тренер клуба Нил Редферн, а позднее и Дарко Миланич поначалу использовали Каспера в играх основного состава. Но ближе к середине сезона Слот был вынужден довольствоваться ролью игрока ближайшего резерва, лишь изредка выходя на замены.

## Международная карьера
14 ноября 2012 года Слот дебютировал в составе сборной Дании в товарищеском матче с Турцией (1:1), где провёл на поле весь 1 тайм. 5 марта 2014 года Каспер вышел в стартовом составе на поединок против Англии (0:1), в котором проявил себя очень сильно, но не уберёг свою сборную от поражения.

## Статистика

### Матчи Слота за сборную Дании
| Матчи Слота за сборную Дании | Матчи Слота за сборную Дании | Матчи Слота за сборную Дании | Матчи Слота за сборную Дании | Матчи Слота за сборную Дании | Матчи Слота за сборную Дании |
| ---------------------------- | ---------------------------- | ---------------------------- | ---------------------------- | ---------------------------- | ---------------------------- |
| №                            | Дата                         | Соперник                     | Счёт                         | Голы Слота                   | Соревнование                 |
| 1                            | 14 ноября 2012               | Турция                       | 1:1                          | —                            | Товарищеский матч            |
| 2                            | 6 февраля 2013               | Македония                    | 0:3                          | —                            | Товарищеский матч            |
| 3                            | 14 августа 2013              | Польша                       | 2:3                          | —                            | Товарищеский матч            |
| 4                            | 6 сентября 2013              | Мальта                       | 2:1                          | —                            | Чемпионат мира 2014 (отбор)  |
| 5                            | 10 сентября 2013             | Армения                      | 1:0                          | —                            | Чемпионат мира 2014 (отбор)  |
| 6                            | 15 октября 2013              | Мальта                       | 6:0                          | —                            | Чемпионат мира 2014 (отбор)  |
| 7                            | 15 ноября 2013               | Норвегия                     | 2:1                          | —                            | Товарищеский матч            |
| 8                            | 5 марта 2014                 | Англия                       | 0:1                          | —                            | Товарищеский матч            |

Итого: 8 матчей / 0 голов; 4 победы, 1 ничья, 3 поражения.